# Fusicrimites nanpanjiangensis
Fusicrimites nanpanjiangensis (лат.) — вид вымерших головоногих моллюсков из семейства Adrianitidae отряда гониатитов (Goniatitida), живших во времена пермского периода (кунгурский век). Ископаемые остатки найдены на территории Китайской Народной Республики. 

## История исследования
Был описан доктором наук Нанкинского института геологии и палеонтологии Зуреном Чжоу в апреле 2017 года по голотипу NIGP 93713 — раковине, найденной неподалёку от реки Наньпаньцзян.

## Палеоэкология
Вид занимал экологическую нишу быстро плавающих нектонных хищников. 